# Ноймаркт (Бавария)
Ноймаркт в Горен Пфалц (на немски: Neumarkt in der Oberpfalz, Neumarkt i.d.OPf.) е град в окръг Горен Пфалц в Бавария, Германия с 38 477 жители (към 31 декември 2013). През града тече каналът „Лудвиг-Дунав-Майн-Канал“.
Градът е споменат за пръв път в документи през 1135 и 1160 г. През 15 и 16 век Ноймаркт е град резиденция на Вителсбахските линии Пфалц-Ноймаркт и Пфалц-Мозбах.